# The Humans (musikgrupp)
The Humans är en rumänsk popprockgrupp bildad i Bukarest, år 2017. Medlemmarna i gruppen är Cristina Caramarcu, Alexandru Cismaru, Alexandru Matei, Alin Neagoe, Adi Tetrade och Corina Matei. Gruppen representerade Rumänien i Eurovision Song Contest 2018 i Lissabon, Portugal.